# Северо-Крымская равнина
Северо-Крымская равнина (укр. Північно-Кримська рівнина, крымскотат. Şimaliy Qırım tüzlügi, Шималий Къырым тюзлюги) — часть Причерноморской низменности в границах Крымского полуострова.

## Описание
Северо-Крымская равнина на юге ограничена предгорьями Крымских гор. Высота в северной части до 70 м, в южной — до 100—150 м. В границах Северо-Крымской равнины выделяют Присивашскую низменность, Центрально-Крымскую равнину и Тарханкутскую возвышенность.
Северо-Крымская равнина представляет из себя низменную плоскую лёссовую равнину. Для её побережья характерна лопастное расчленение берегов. Состоит главным образом из суглинков и глин. Кое-где сохранились участки дернинно-злаковой растительности: типчак, ковыль, тонконог, житняк, тысячелистник, полынь и другие. В балках растёт ковыльно-степная растительность, на юге равнины — ковыльно-разнотравная. Подавляющая часть равнина распахана. В северной части равнины проходит трасса Северо-Крымского канала. Орошаемые земли используются для выращивания зерновых (пшеница, рис) и овощных культур, развития садоводства и виноградарства.